# Atletismo nos Jogos Pan-Americanos de 1971 - Revezamento 4x400 m masculino
A prova do revezamento 4x400 m masculino nos Jogos Pan-Americanos de 1971 foi realizada em Cali, Colômbia.

## Medalhistas
| Ouro                                                                    | Prata                                                                  | Bronze                                                                    |
| USA Estados Unidos John Smith Dale Alexander Fred Newhouse Tommy Turner | JAM Jamaica Leighton Priestley Alfred Daley Trevor Campbell Garth Case | TRI Trinidad e Tobago Kent Bernard Trevor James Ben Cayenne Edwin Roberts |

### Final
| Posição           | Nação                 | Nomes                                                         | Tempo   | Notas |
| ----------------- | --------------------- | ------------------------------------------------------------- | ------- | ----- |
| Medalha de ouro   | USA Estados Unidos    | John Smith, Dale Alexander, Fred Newhouse, Tommy Turner       | 3:00.69 |       |
| Medalha de prata  | JAM Jamaica           | Leighton Priestley, Alfred Daley, Trevor Campbell, Garth Case | 3:03.98 |       |
| Medalha de bronze | TRI Trinidad e Tobago | Kent Bernard, Trevor James, Ben Cayenne, Edwin Roberts        | 3:04.58 |       |
| 4                 | CAN Canadá            |                                                               | 3:04.93 |       |
| 5                 | PER Peru              |                                                               | 3:08.53 |       |
| 6                 | CUB Cuba              |                                                               | 3:08.90 |       |
| 7                 | VEN Venezuela         |                                                               | 3:08.94 |       |
| 8                 | COL Colômbia          |                                                               | 3:09.50 |       |